# Mongolské jazyky

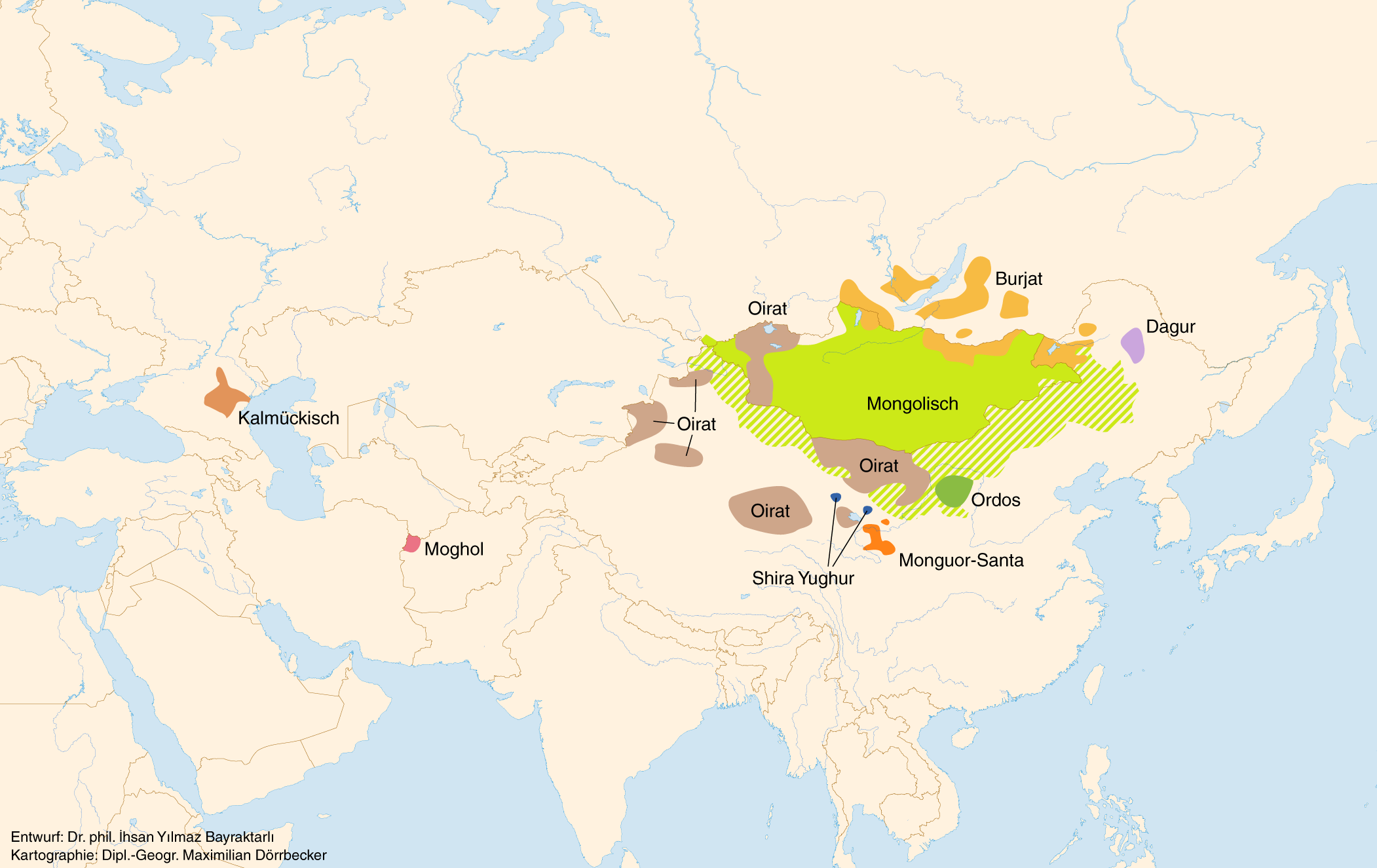

Mongolské jazyky jsou podle dnes již málo přijímané teorie o existenci altajské jazykové rodiny považovány za jednu z jejích větví. Jinak se považují za samostatnou jazykovou rodinu.

## Dělení
- střední mongolské jazyky
  - mongolština
  - ojratština
  - ordoština
- západní mongolské jazyky
  - kalmyčtina
  - darkhatština
- severní mongolské jazyky
  - burjatština
  - chamniganština
- severovýchodní mongolské jazyky
  - dagurština
- jihovýchodní mongolské jazyky
  - monguor
  - kangjia
  - bonan
  - dongxiang
- středojižní mongolské jazyky
  - východní yugurština
- jihozápadní mongolské jazyky
  - mogholština